# خرگوش جهنده سیاه
خرگوش جهنده سیاه (نام علمی: Lepus insularis) یک گونه پستاندار از تیرهٔ خرگوشان (Leporidae) و بومی مکزیک است و تنها مکان شناخته‌شده آن جزیره اسپیریتو سانتو در خلیج کالیفرنیا است. IUCN این گونه را به دلیل گستره محدودی که دارد، در فهرست "گونه‌های آسیب‌پذیر " قرار داده است. این آرایه توسط برخی مقامات به عنوان یک زیرگونه از خرگوش دم سیاه (L. californicus) که در سرزمین اصلی مکزیک یافت می‌شود، در نظر گرفته می‌شود.
خرگوش جهنده سیاه بومی جزیره اسپیریتو سانتو در نزدیکی سواحل باخا کالیفرنیا در مکزیک است. در دامنه‌های چمنی و صخره‌ای، فلات‌ها، تپه‌های شنی و کف دره‌ها، به‌طور معمول در دامنه‌های خالی و در میان علف‌ها، گیاهان، درختچه‌ها و کاکتوس‌ها یافت می‌شود.

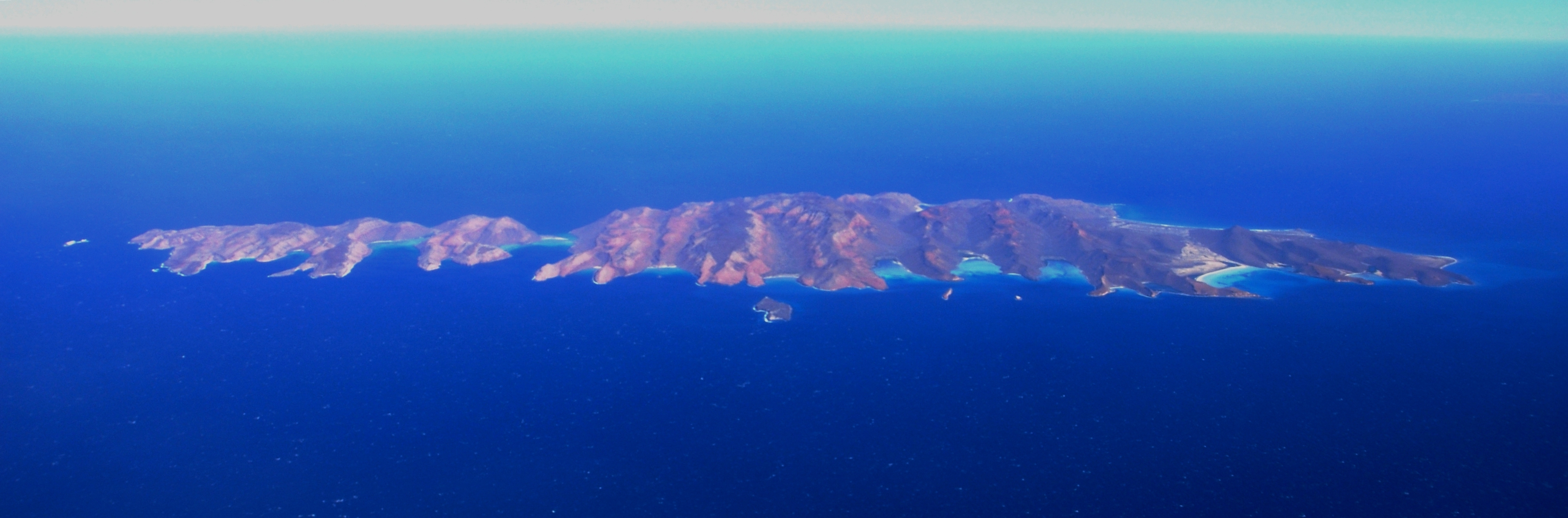
جزیره اسپیریتو سانتو و جزیره پارتیدا توسط یک تنگه به هم متصل می‌شوند.